# Coppa del Mondo juniores di slittino 1992
La Coppa del Mondo juniores di slittino 1991/92 è stata la quarta edizione della manifestazione organizzata dalla Federazione Internazionale Slittino.
L'appuntamento clou della stagione sono stati i campionati mondiali juniores 1992 disputatisi sul catino olimpico di Sapporo, in Giappone, competizione non valida ai fini della Coppa del Mondo.

## Classifiche

### Singolo uomini
| Pos. | Nome                | Nazione  |
| ---- | ------------------- | -------- |
| 1    | Sebastian Schiffner | Germania |
| 2    | Bengt Walden        | Svezia   |
| 3    | Tobias Schiegl      | Austria  |

### Singolo donne
| Pos. | Nome               | Nazione  |
| ---- | ------------------ | -------- |
| 1    | Tanja Painsi       | Austria  |
| 2    | Sybille Kühne      | Germania |
| 3    | Sonja Manzenreiter | Austria  |

### Doppio
| Pos. | Nome                          | Nazione        |
| ---- | ----------------------------- | -------------- |
| 1    | Tobias Schiegl Markus Schiegl | Austria        |
| 2    | Pekar František Martin Duchek | Cecoslovacchia |
| 3    | Sven Oschnekat Sandy Kokot    | Germania       |